# Вильспи
Вильспи́ (фр. Villespy) — коммуна во Франции, находится в регионе Лангедок — Руссильон. Департамент коммуны — Од. Входит в состав кантона Северный Кастельнодари. Округ коммуны — Каркасон.
Код INSEE коммуны — 11439.

## Население
Население коммуны на 2008 год составляло 360 человек.
| 1962 | 1968 | 1975 | 1982 | 1990 | 1999 | 2008 |
| ---- | ---- | ---- | ---- | ---- | ---- | ---- |
| 309  | 352  | 296  | 265  | 271  | 341  | 360  |

## Экономика
В 2007 году среди 225 человек в трудоспособном возрасте (15—64 лет) 172 были экономически активными, 53 — неактивными (показатель активности — 76,4 %, в 1999 году было 58,2 %). Из 172 активных работали 150 человек (89 мужчин и 61 женщина), безработных было 22 (11 мужчин и 11 женщин). Среди 53 неактивных 15 человек были учениками или студентами, 22 — пенсионерами, 16 были неактивными по другим причинам.